# Russische parlementsverkiezingen 1995

Winnende partij per regio
KPRF
LDPR
NDR
Jabloko

De Russische parlementsverkiezingen van 1995 vonden op 17 december van dat jaar plaats. In aanloop naar de verkiezingen richtte premier Viktor Tsjernomyrdin met medestanders de politieke partij Ons Huis is Rusland (NDR) op met als doel de publieke steun voor zijn beleid van economische hervormingen te vergroten. De Communistische Partij van de Russische Federatie (KPRF) van Gennadi Zjoeganov voerde een felle campagne tegen het economische beleid van de regering en wist in te spelen op de sociale ontevredenheid onder de bevolking alsook de groeiende criminaliteit in het land. De rechts-populistische politicus Vladimir Zjirinovski van de Liberaal-Democratische Partij van Rusland (LDPR) voerde een campagne waarin de teloorgang van Rusland als wereldmacht centraal stond.

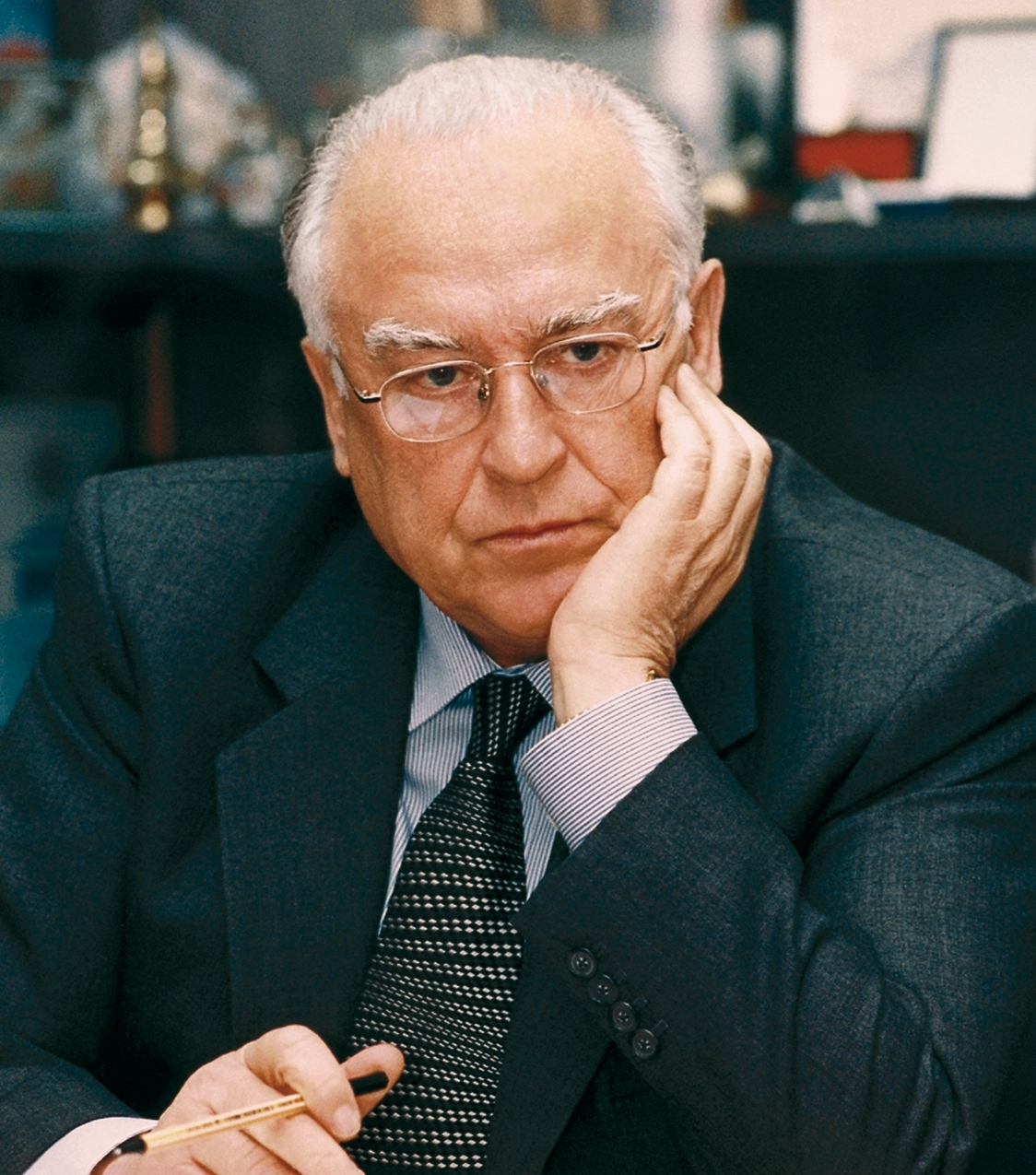
Premier Viktor Tsjernomyrdin (1938-2010)

De verkiezingen werden overtuigend gewonnen door de KPRF die 157 (+115) van de zetels in de nieuwe Staatsdoema kreeg. De LDPR van Zjirinovski, bij de vorige verkiezingen (1993) nog de eerste partij van het land, verloor 13 zetels en kwam uit 51 en werd hiermee de derde partij in de Doema. De partij Ons Huis is Rusland bleef ondanks een groots gevoerde campagne steken op 10% van de stemmen en kreeg daardoor maar 55 zetels. Desondanks eindigde de partij als tweede. Het links-liberale Jabloko van Grirgori Javlinski boekte winst en ging van 27 naar 45 zetels. De linkse Agrarische Partij van Rusland (APR) van Michail Lapsjin kreeg 20 zetels (-17).

## Uitslag
Partijen die minder dan drie zetels hebben behaald bij de verkiezingen zijn in onderstaand overzicht opgenomen onder "Overige partijen en kandidaten".
| Uitslag van de parlementsverkiezingen            | Uitslag van de parlementsverkiezingen | Uitslag van de parlementsverkiezingen | Uitslag van de parlementsverkiezingen | Uitslag van de parlementsverkiezingen |
| Partij                                           | Russisch                              | Stemmen                               | %                                     | Zetels                                |
| ------------------------------------------------ | ------------------------------------- | ------------------------------------- | ------------------------------------- | ------------------------------------- |
| Communistische Partij van de Russische Federatie | КПРФ                                  |                                       | 22,3%                                 | 157 / 450                             |
| Ons Huis is Rusland                              | Наш дом – Россия                      |                                       | 10,1%                                 | 55 / 450                              |
| Liberaal-Democratische Partij van Rusland        | ЛДПР                                  |                                       | 11,2%                                 | 51 / 450                              |
| Jabloko                                          | Яблоко                                |                                       | 6,9%                                  | 45 / 450                              |
| Agrarische Partij van Rusland                    | АПР                                   |                                       | 3,8%                                  | 20 / 450                              |
| Democratische Keuze van Rusland                  | ДВР                                   |                                       | 3,9%                                  | 9 / 450                               |
| De Macht aan het Volk!                           | Власть — народу!                      |                                       | 1,6%                                  | 9 / 450                               |
| Congres van Russische Gemeenschappen             | КРО                                   |                                       | 4,3%                                  | 5 / 450                               |
| Ivan Rybkin Blok                                 | Блок Ивана Рыбкина                    |                                       | 1,1%                                  | 3 / 450                               |
| Voorwaarts Rusland!                              | Вперёд, Россия!                       |                                       | 1,9%                                  | 3 / 450                               |
| Vrouwen van Rusland                              | Женщины России                        |                                       | 4,6%                                  | 3 / 450                               |
| Onafhankelijk                                    | Onafhankelijk                         |                                       | -                                     | 77 / 450                              |
| Overige partijen en kandidaten                   | Overige partijen en kandidaten        |                                       | -                                     | 13 / 450                              |
| Totaal (opkomst: 64,76%)                         | Totaal (opkomst: 64,76%)              |                                       | 100,00                                | 450                                   |
| Bron: Uitslag, Gr. Oosthoek Jaarboek 1995        |                                       |                                       |                                       |                                       |

## Nasleep
Hoewel de hervormingsgezinde krachten het bij de verkiezingen minder goed hadden gedaan dan verwacht, behielden zij al met al een meerderheid in de Doema. De verkiezingsuitslag werd vooral gezien als een graadmeter voor de presidentsverkiezingen van 1996.

### Verkiezingen voorzitter van de Staatsdoema

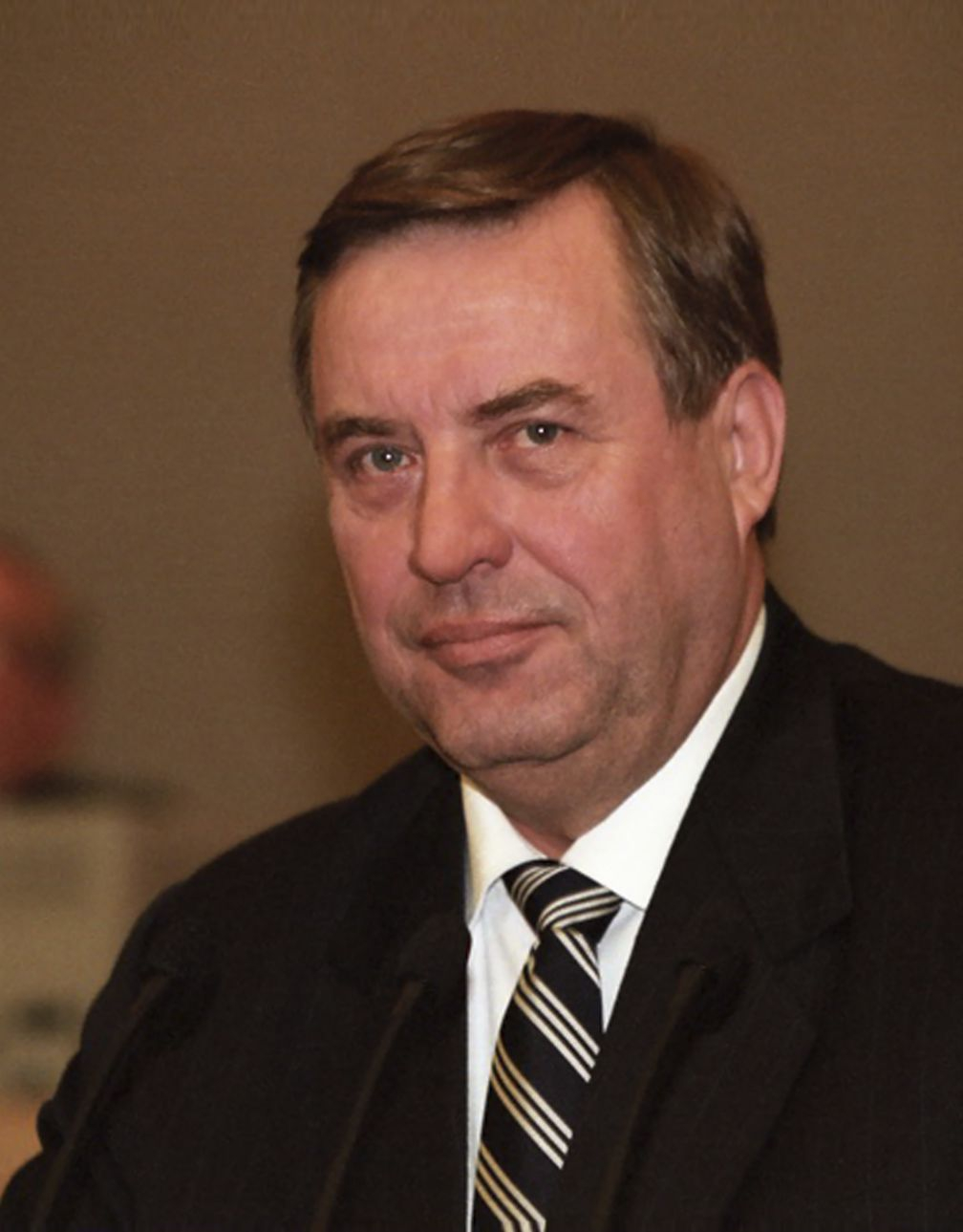
Gennadi Selznjov (1947-2015), voorzitter van de Staatsdoem

Tot voorzitter van de Doema werd Gennadi Selznjov (KPRF) gekozen. Hij volgde hiermee Ivan Rybkin op.